# Pierre Louis Pierson

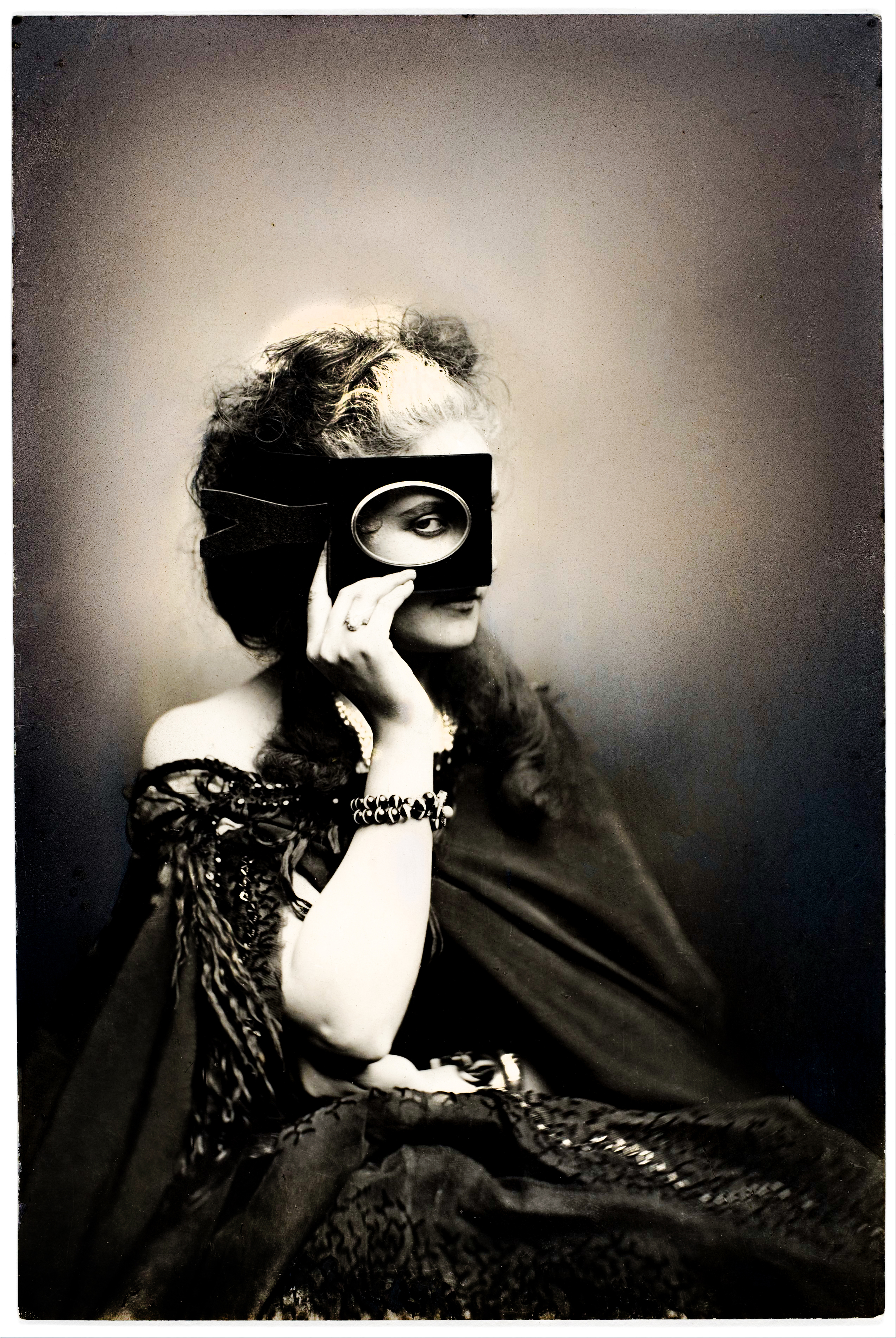
Hraběnka Virginia Oldoini, 1863–1866

Pierre Louis Pierson (13. prosince 1822 Hinckange – 22. března 1913 Paříž) byl francouzský fotograf známý především svými portrétními a módními fotografiemi. Byl dvorním fotografem a nositelem titulu Fotograf jeho veličenstva císaře Napoleona III.

## Životopis
V roce 1844 založil studio v Paříži, koloroval daguerrotypie. V roce 1855 začal spolupracovat s Léopoldem Ernestem Mayerem a Louisem Frédéricem Mayerem. Pierson a Mayer distribuovali své snímky pod společným názvem Mayer et Pierson. Sklízeli velký úspěch a brzy otevřeli další studia v belgickém Bruselu.

## Galerie

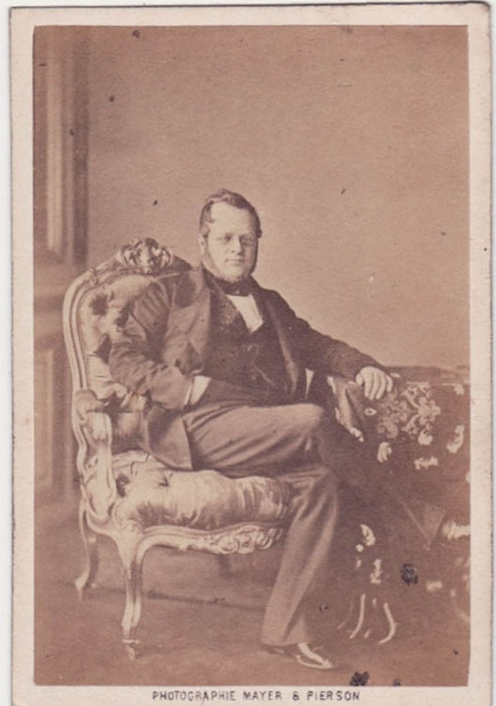
Camillo Benso Cavour
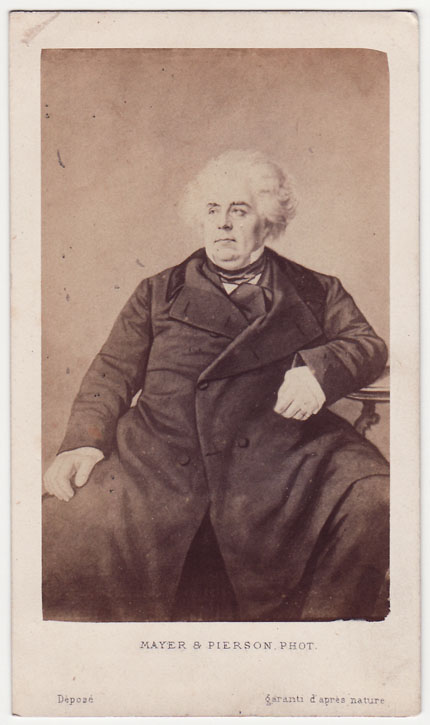
Luigi Lablanche
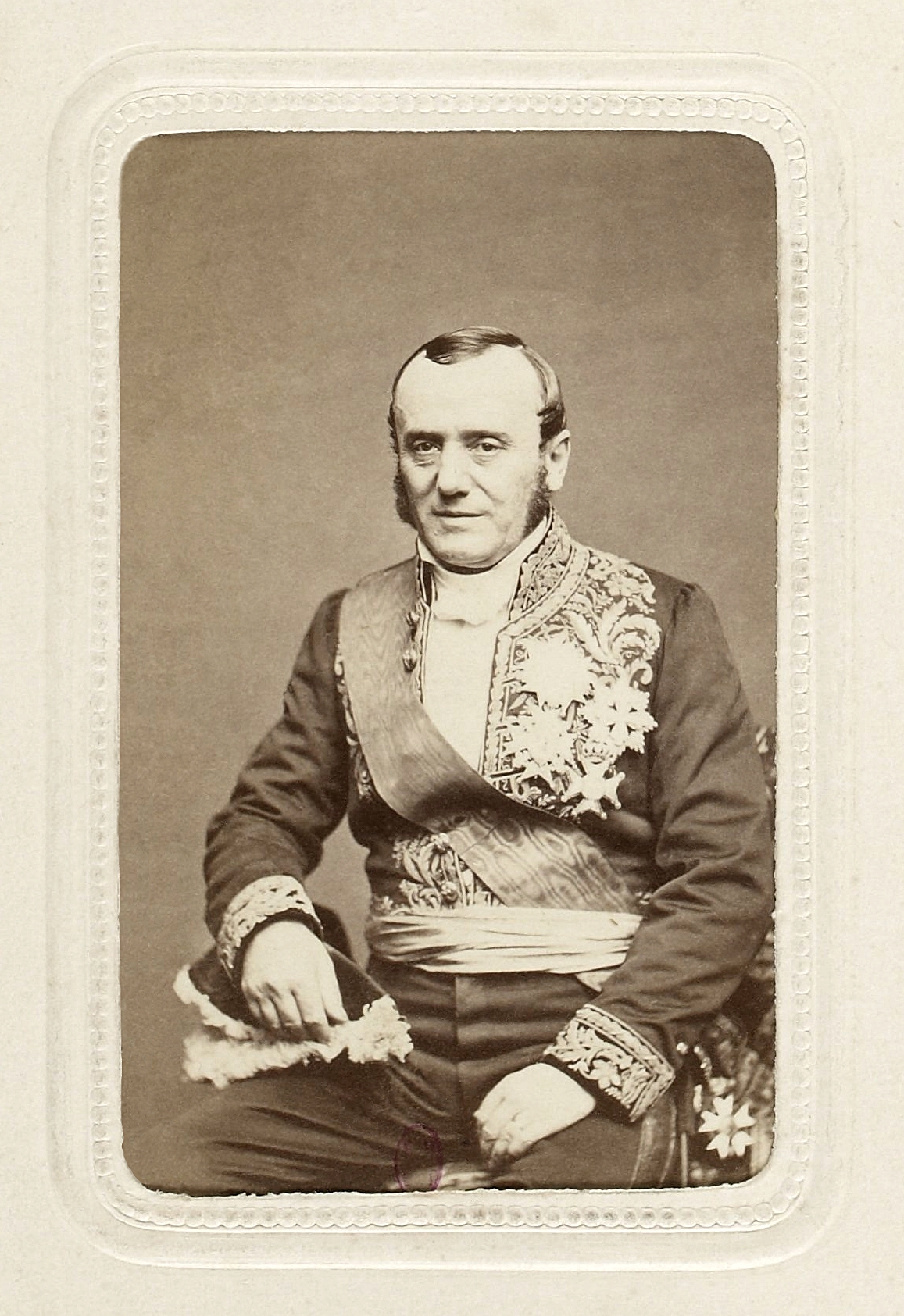
Adolphe Billault
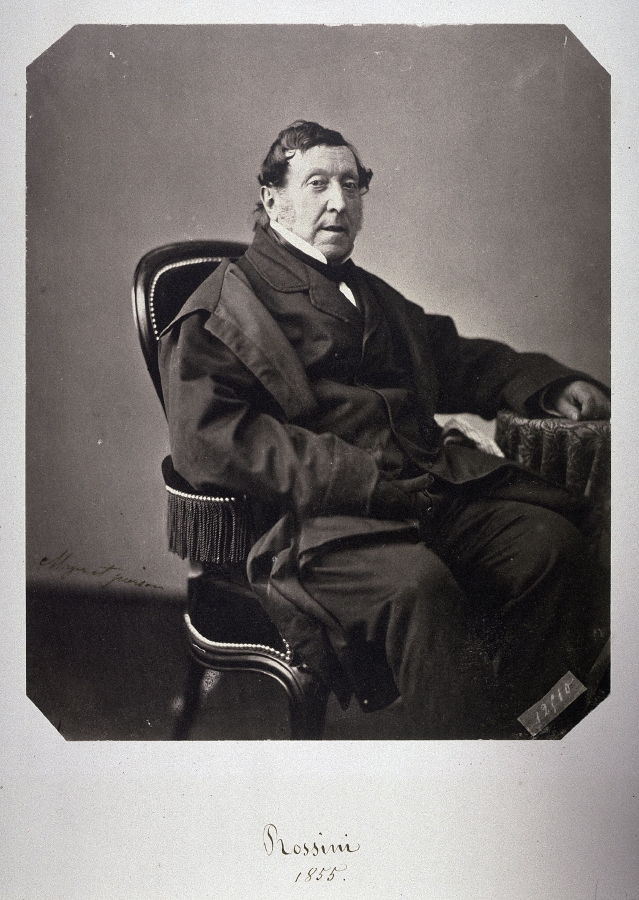
Gioacchino Rossini
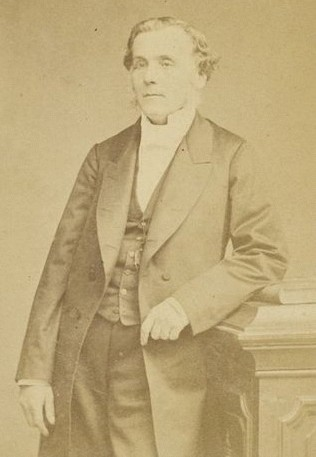
Victor Lefranc
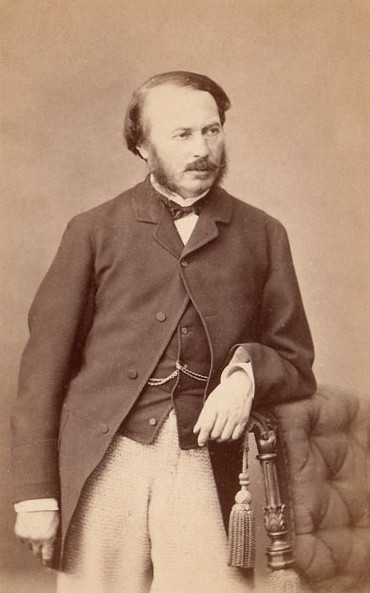
Victor de Persigny
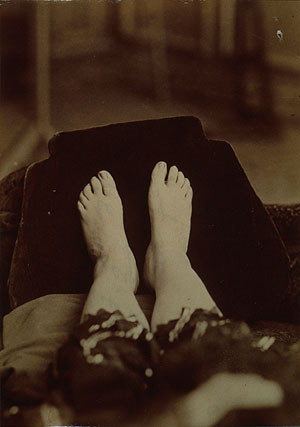
Virginia Oldoini, nohy
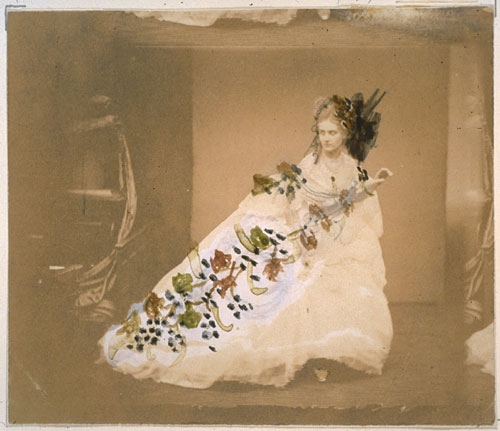
Hraběnka Virginia di Castiglione